# دنيس ميليغان
دنيس ميليغان (بالإنجليزية: Dennis Milligan)‏ هو سياسي أمريكي، ولد في 24 أكتوبر 1957 في كونوي في الولايات المتحدة. حزبياً، نشط في الحزب الجمهوري.